# هاري تومسون (سياسي)
هاري تومسون (بالإنجليزية: Harry Thomson)‏ هو سياسي ملاوي، ولد في 1934. في الانتخابات العمومية الملاوية 2014 ‏، انتخب عضو الجمعية الوطنية في مالاوي عن دائرة تشيكواوا الشمالية وقد انضم خلال فترته النيابية ‏ (20 مايو 2014 – ) للكتلة البرلمانية مستقل.